# 山歌三人组
山歌三人组，亦被称为“云南三宝”和“猥琐山歌三人组”，因為男歌手雷敏敏神似臺灣歌手方顺吉，又被臺灣網民稱為「大陸方顺吉」、「神州方顺吉」。是中国云南省昆明市晋宁县的民间雲南話山歌组合，组合中的三人均为当地的农民，分别为“胖婆娘”张建翠、“瘦婆娘”李文仙与雷敏敏。三人以昆明腔雲南話演唱了多首男女调情的山歌，歌詞中不乏有大胆的性愛、色情暗示。“三人组”作品通过滇之声唱片公司录制后在广东音像出版社和珠海音像出版社出版发型光碟，由于在外省出版、语言不同而通过了文化行政主管部门的审查。在他们主演的山歌专辑MV中，雷敏敏通常居于胖瘦两“婆娘”之中，三人相互对唱，并随着音乐的节拍不断煽情地扭动身体。MV的背景往往只有山坡、绿地与竹林。2006年，该组合的夸张表演被网民上传到了互联网上，从而开始了在中国大陆互联网上的快速传播。中国大陆的众多大型论坛均曾出现过相关的主题讨论区，如百度贴吧的“山歌”吧、天涯社区的“山歌教”等等。
但实际上三人只是临时一起唱歌，并非固定组合，称之为“三人组”是一种误解。例如雷敏敏与高碧波，马丽波合作次数更多。

## 歌曲列表
- 给你捏了喊老娘
- 青水龙潭插竹竿
- 两个婆娘一个郎
- 新潮裤子倒着穿
- 现打斑鸠现钳毛
- 两个都是发情猫
- 专抓我的小冤家
- 朝你大胯捏一把